# ルート128駅
ルート128駅（英語：Route 128 station ）は、アメリカ合衆国マサチューセッツ州ウェストウッド ユニバーシティ・アベニュー50にある駅。 全米各地を結ぶ旅客鉄道のアムトラックおよびボストンの近郊輸送を担うマサチューセッツ湾交通局 (MBTA) プロビデンス/ストートン線が乗り入れている。

## 概要
ボストン郊外、ウェストウッドにあるこの駅は、ボストンの環状高速道路「ルート128」からその名前が付けられている。この高速道路と鉄道を直結するために、ニューヘイブン鉄道は高速道路の高架下に新駅を建設することを決定した。ニューヘイブン鉄道社長フレデリック・C・ドゥマインの指揮で1953年に完成したルート128駅は、初期のパークアンドライド駅である。その特徴は、ボストンに向かう通勤客が利用できる大規模な駐車場だった。70年以上経った今、当駅はボストン都市圏の主要な交通結節点として機能している。
ルート128駅は断続的に改築されており、設備は比較的新しい。現駅舎は2000年に完成した。新しく運行されるアセラ・エクスプレスのための電力設備を含む北東回廊の改良と同時期であった。元々の駅舎はわずかに北に位置し、双方のホームにあったプレハブ構造の駅舎であった。それらは1965年まで頑丈なレンガ造りの駅舎に建て替えられたが、現駅舎がその南側に完成すると解体された。

## 利用可能な鉄道路線／列車
アムトラックの停車する列車は下記の通り。
ボストンとワシントン間の昼行長距離列車アセラ・エクスプレス号 …1日10往復停車（平日）
ボストンとニューヨーク、ワシントン、リッチモンド、ニューポートニューズ、リンチバーグ間の昼行・夜行中長距離列車ノースイースト・リージョナル号 …1日9往復停車
マサチューセッツ湾交通局 (MBTA) の停車する列車は下記の通り。 
ボストンとストートン、ノース・キングストン間のプロビデンス/ストートン線 …ボストン方面 34本/日、ストートン 14本/日、ウィックフォード・ジャンクション方面 16本/日 出発 (平日) 